# 苏哈特乡
苏哈特乡，是中华人民共和国新疆维吾尔自治区巴音郭楞蒙古自治州和硕县下辖的一个乡镇级行政单位。

## 行政区划
苏哈特乡下辖以下地区：
肖若恩托勒盖村和苏哈特村。